# Alin Minteuan
Alin Minteuan (Cluj-Napoca, 12 novembre 1976) è un allenatore di calcio ed ex calciatore rumeno, di ruolo centrocampista, tecnico dello Sportul Simleu.